# Hugo Hallgren
Ej att förväxla med fotografen Hugo Hallgren
Johan Hugo Hallgren, född 28 april 1858 i Hudiksvall, död där 25 november 1941, var en svensk bankdirektör och kommunalpolitiker. 
Hallgren avlade mogenhetsexamen 1877, blev kassör vid Sundsvalls Enskilda Banks avdelningskontor i Hudiksvall 1879, bokhållare vid Helsinglands Enskilda Banks avdelningskontor där 1885, kassör 1888, revisor vid kontoret i Söderhamn 1892, kamrer vid avdelningskontoret i Hudiksvall 1893 samt var ledamot i styrelsen och verkställande direktör där från 1896. Han var ledamot av centralstyrelsen för samma bank från samma år och ledamot i styrelsen för Hudiksvalls stads sparbank från 1900. Han var brasiliansk konsularagent från 1895 och ordförande i stadsfullmäktige i Hudiksvalls stad från 1917.